# Мефона (спутник)
Метона, или Мефона (греч. Μεθώνη) — малый внутренний спутник планеты Сатурн.
Назван именем Мефоны, одной из алкионид в древнегреческой мифологии.
Также обозначается как Сатурн XXXII.

## История открытия

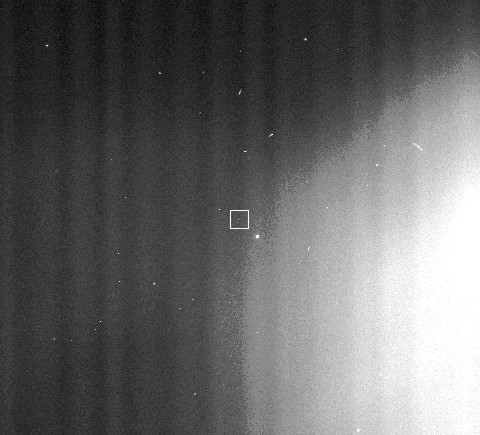
Мефона видна на части последовательности, снятой для поиска новых спутников 1 июня 2004

Мефона была открыта по снимкам аппарата «Кассини», сделанным 1 июня 2004 года.
Уже после открытия Мефона была обнаружена также на снимках «Кассини», сделанных на три недели ранее.
Сообщение об открытии сделано 16 августа 2004 года.
Спутник получил временное обозначение S/2004 S 1.
Собственное название было присвоено 21 января 2005 года.